# Zanthoxylum integrifoliolum
Zanthoxylum integrifoliolum là một loài thực vật thuộc họ Rutaceae. Loài này có ở Philippines và Đài Loan.